# لويجي داتوم
لويجي داتوم (بالإيطالية: Luigi Datome)‏ مواليد 27 نوفمبر 1987، هو لاعب كرة سلة إيطالي يلعب مع فريق بوسطن سيلتكس في الرابطة الوطنية لكرة السلة ويحمل الرقم 70. يبلغ طوله 6 قدم 8 بوصة (2.0 م). مثّل منتخب إيطاليا لكرة السلة.

## فرق لعب لها
- ديترويت بيستونز
- بوسطن سيلتكس

## روابط خارجية
- لويجي داتوم على موقع الاتحاد الدولي لكرة السلة (الإنجليزية)
- لويجي داتوم على موقع الدوري الأوروبي لكرة السلة (الإنجليزية)
- لويجي داتوم على موقع إن بي أي (الإنجليزية)
- لويجي داتوم على موقع سبورتس رفرنس (الإنجليزية)
- لويجي داتوم على موقع كرة السلة الأوروبية.كوم (الإنجليزية)
- لويجي داتوم على موقع DraftExpress.com (الإنجليزية)
- لويجي داتوم على موقع ريلجم (الإنجليزية)
- لويجي داتوم على موقع بروبوليرز (الإنجليزية)
- لويجي داتوم على موقع سبورتس رفرنس (الإنجليزية)
- لويجي داتوم على موقع سبورتس رفرنس (الإنجليزية)